# Форстхајм
Форстхајм (фр. Forstheim) насеље је и општина у источној Француској у региону Алзас, у департману Доња Рајна која припада префектури Висембург.
По подацима из 2011. године у општини је живело 571 становника, а густина насељености је износила 113,07 становника/km². Општина се простире на површини од 5,05 km². Налази се на средњој надморској висини од 220 метара (максималној 246 m, а минималној 174 m).

## Демографија
| 1962. | 1968. | 1975. | 1982. | 1990. | 1999. | 2011. |
| ----- | ----- | ----- | ----- | ----- | ----- | ----- |
| 487   | 492   | 459   | 480   | 561   | 577   | 571   |

График промене броја становника у току последњих година